# Ян Гаштольд
Ян Гаштольд, або ж Івашко Ґастовтович гербу Абданк (лит. Jonas Goštautas; близько 1393, Вільня — перша половина 1458/ 1460, ВКЛ) — литовський боярин, військовий та державний діяч Великого князівства Литовського, один із найбільш впливових магнатів XV століття.

## Біографія
Прославився у легендарній Грюнвальдській битві.
На Городельській унії 1413 року представляв рід, був прийнятий до гербу «Абданк» серадзькими зем'янами Якубом з Рогозна та Пйотром з Відави. В акті не вказана його посада. Каспер Несецький вказує, що герб Абданк взяв інший Ян Гаштольд — гетьман військ литовських у Грюнвальдській битві 1410 р., соратник Вітовта — Великого князь Литовського, Руського та Жемайтійського).
1422 року як дорсунський староста брав участь в укладанні Мельницького миру. 31 грудня 1426 року згаданий як маршалок надвірний Вітовта. Посол Вітовта до тевтонців влітку 1430 року. Підтримував Свидригайла в його боротьбі проти Ягайла, підписав трактат Свидригайла з тевтонцями в Христмемлі 19 червня 1431 року. 31 липня 1431 брав участь у битві під Луцьком, потрапив у полон до короля (поляків), де був разом із земським маршалком Румпольдом до грудня. Був випущений за поруки Свидригайла та обіцянки з'являтись в Кракові на кожен виклик.
Вночі з 31 серпня на 1 вересня 1432 року брав участь в нападі князя Сигізмунда Кейстутовича на Свидригайла. На початку вересня був висланий до Луцька посісти замок, потім до Польщі з проханням допомоги в боротьбі проти Свидригайла. 15 жовтня 1432 підписав Гродненську унію, 13 лютого 1433 — Троцьку.
У серпні 1434 року, після «здачі» Замку Любарта в Луцьку старостою Олександром Носом князю Сигізмунду Кейстутовичу, став у ньому старостою. 5 лютого 1436 згаданий як намісник смоленський, за литовськими хроніками (Биховець, Стрийковський) був тут до 1440, залишив наступником Андрія Саковича. 
1440 року очолив угруповання магнатів, яке домогалося обрання великим князем сина Владислава II Ягайла, Казимира IV, після чого став його вихователем і фактично правителем Великого князівства Литовського. 13 липня 1443 згаданий як троцький воєвода (Казимир IV відібрав Троки у Лелюша — одного із учасників вбивства Сигізмунда), 1443 року по смерті Довгірда отримав Віленське воєводство (вперше згаданий у збережених документах 23 березня). 1444 року взяв значну участь в отриманні ВКЛ Підляшшя.
Після смерті короля Владислава ІІІ став на чолі литовських бояр, які прагнули повної незалежності Литви з приєднанням до неї Волині та Підляшшя. Після обрання в 1447 році Казимира IV польським королем перейшов в опозицію до нього через недотримання обіцянки повернути Поділля Великому Князівству Литовському; на посаду протегував кандидатуру зятя — київського (слуцького) князя Симеона Олельковича). У 1451—1456 роках керував опозицією, не перебирав методами боротьби, висував антидинастичні гасла. Готував замах на короля з метою посадити на престол Михайла Сигізмундовича (в 1446), на Радзивілла Остиковича (1452 року), на свого зятя, Симеона Олельковича (1456 року), збройний напад на Волинь, Поділля (1457). Його найбільшим антагоністом у Короні був Збігнєв Олесницький.

## Власність

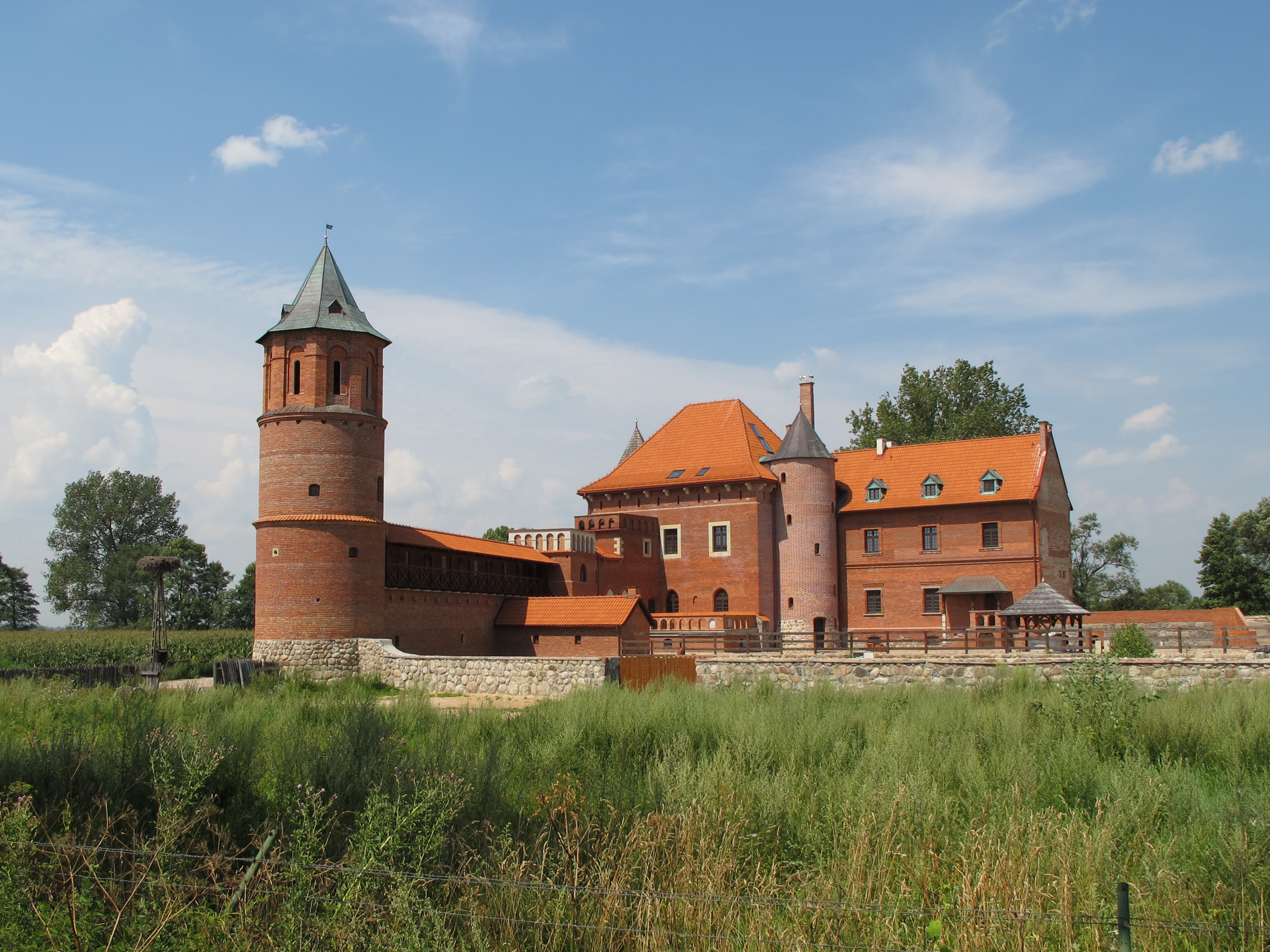
Замок у Тикоцині

Великий князь Сигізмунд 13 лютого 1433 року за вірну службу великому князю Вітовту надав значні маєтки земські в Литві, на Підляшші (були розкидані); детальніше відомо з привілею Зигмунта Кейстутовича для нього у 1443 році (є в Метриці Литовській). Можна вирізнити:
- «Гараненський ключ»: давній маєток Геранени поблизу Ліди (тут мав двір, з 1431 року підписувався «на Гераненах»), після його бунту проти Казимира IV був конфіскований
- «Тикотинський ключ» (складався з Тикотина та низки сіл).[2]

Володів отриманими від великих князів Медниками під Вільнюсом, Дев'янишками (тут мав двір) і Жосле на території сучасної Литви, Дорогобужем на Смоленщині і Полонним на Волині.

## Фундації, записи
- 1433 дарував Віленській катедрі село Решники Гастольдові, куплені батьком
- 1437 разом з дружиною Доротою дарував костелу францисканців у Вільнюсі збіжжя, живність, гроші з Гераненського двору.[2]

## Посади
Староста дорсунський (1422 р.), маршалок дворний великих князів литовських Вітовта і Свидригайла (1426 -1431 рр.), намісник смоленський (1433 р.), воєвода троцький (1440—1443 рр.) та віленський (з 1443 р.).

## Сім'я
Був двічі одружений. Перша дружина — Дорота, правдоподібно з роду Задорів (на це вказує герб надгробка у Віленській катедрі внука Ольбрахта). Друга — Єлизавета (Ельжбета) невідомого походження, в 1502 році підписала заповіт, вписаний до Литовської метрики. Діти:
- Альберт (Войцех) — маршалок двору Казимира IV Ягелончика
- Мартин (1423—1483) — воєвода новогрудський, троцький, перший київський воєвода.
- Юрій
- Марія — дружина київського князя Семена Олельковича (можливо, єдина донька[6])
- Олександра — жила у 1487, терціярка-францисканка у Вільнюсі.[2]

За версією Каспера Несецького, синів було двоє:
- Андрій — маршалок литовський в 1442 р.
- Станіслав — каштелян троцький, староста жмудський.[3]).